# Avenida Álvarez Jonte
La avenida Álvarez Jonte es una arteria vial de la Ciudad de Buenos Aires, Argentina.
Toma el nombre de Antonio Álvarez Jonte quien fuera miembro del Segundo Triunvirato en 1812 y colaborador de José de San Martín.

## Recorrido
La calle se inicia a partir de la Calle Añasco, a 100 m de la estación La Paternal en el barrio homónimo.
Luego del cruce con la Avenida San Martín y hasta la Calle Emilio Lamarca, sirve de límite entre el barrio de Villa del Parque al norte, y Villa General Mitre y Villa Santa Rita al sur.
Ingresa a Monte Castro, siendo la calle principal de este barrio, donde se encuentra su centro comercial.
Pasa por las inmediaciones del Estadio Islas Malvinas del Club Atlético All Boys a la altura 4.000 (más específicamente, en el cruce con la Avenida Chivilcoy); y tres cuadras más adelante se encuentra el Hospital de rehabilitación Manuel Rocca en la intersección con la calle Segurola.
Después de formar el límite norte entre Villa Luro y Monte Castro, y de sufrir un corte en su continuidad a la altura de la Calle Irigoyen, se convierte en una avenida doble mano e ingresa por unas cuadras al tranquilo barrio de Versalles, para luego cruzar la Avenida Juan B.Justo bordeando el Estadio José Amalfitani, para finalizar en la Avenida Reservistas Argentinos y la Autopista Perito Moreno en el barrio de Liniers.